# 花ケ島町
花ケ島町（はながしまちょう）とは、宮崎県宮崎市内の地名。大宮地域自治区に属している。郵便番号は880-0036。

## 地理
宮崎市の中北部、大宮地域自治区の北側に位置する。大淀川左岸の低地帯に位置する。中心地は旧国道10号の市道であり、ロードサイド店舗が多く、殊に自動車販売店の本社が当地に集中する。自動車販売店の本社が当地に集中する旧国道10号沿いは俗に「花ケ島ディーラー街」と呼ばれる。
日豊本線沿線は住宅街であり、当地から住居表示で派生した地区もある。宮崎北バイパス周辺は農地が多く、ロードサイド店舗が並ぶ。
北方を大字芳士、東方を村角町・桜町・東大宮・大島町、南方を北権現町、西方を神宮東・南花ケ島町・下北方町・池内町・南方町と接する。下北方町内に飛び地を有する。

## 歴史
- 1924年 - 宮崎市制により大字花ヶ島が成立。
- 1927年 - 大字花ヶ島より、花ケ島町・南花ケ島町・北権現町・神宮町・神宮東町が成立。大字花ヶ島が消滅。
- 1982年 - 花ヶ島町・大島町・村角町のそれぞれ一部をもって東大宮1丁目-4丁目が成立
- 2006年 - 花ヶ島町・村角町・東大宮2丁目のそれぞれ一部をもって桜町が成立。

## 世帯数と人口
2023年（令和5年）9月1日現在の世帯数と人口は以下の通りである。
| 町丁     | 世帯数   | 人口   |
| -------- | -------- | ------ |
| 花ケ島町 | 2289世帯 | 4644人 |

## 小・中学校の学区
市立小・中学校に通う場合、学区は以下の通りとなる。
| 町名           | 小学校               | 中学校               |
| -------------- | -------------------- | -------------------- |
| 花ケ島町の一部 | 宮崎市立大宮小学校   | 宮崎市立大宮中学校   |
| 花ケ島町の一部 | 宮崎市立東大宮小学校 | 宮崎市立東大宮中学校 |
| 花ケ島町の一部 | 宮崎市立住吉南小学校 | 宮崎市立東大宮中学校 |

## 交通

### 鉄道
JR日豊本線が通過しており、宮崎神宮駅の軌道部分が当地にかかる。

### バス
宮交グループの運営するバスが営業している。

### 道路
- 国道10号(宮崎北バイパス)
- 宮崎県道9号宮崎西環状線
- 宮崎内環状線

## 施設
- JRA宮崎育成牧場（旧宮崎競馬場）
- 宮崎トヨタ自動車販売
- 宮崎トヨペット
- 宮崎日産自動車
- Honda Cars 宮崎